# Tocadiscs
|  | Aquest article tracta sobre sistema de reproducció. Si cerqueu l'instrument del DJ, vegeu «turntablism». |

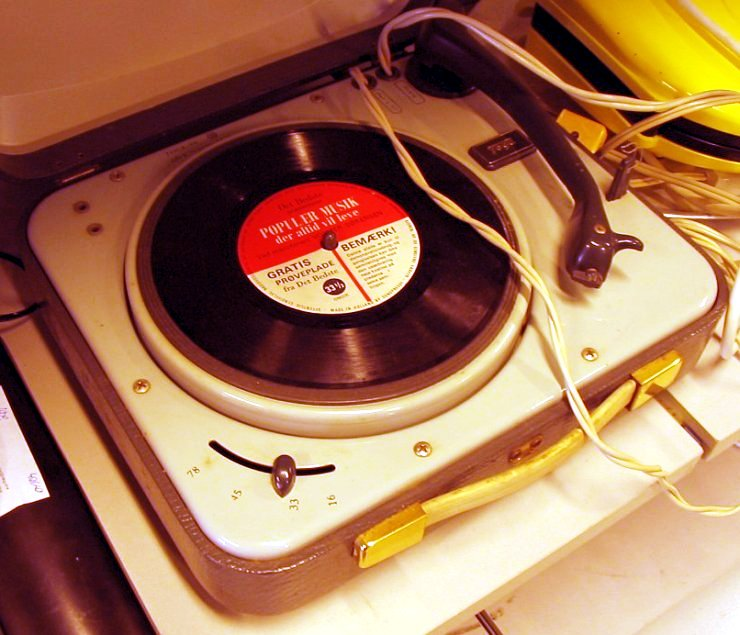
Tocadiscs dels anys 1960.

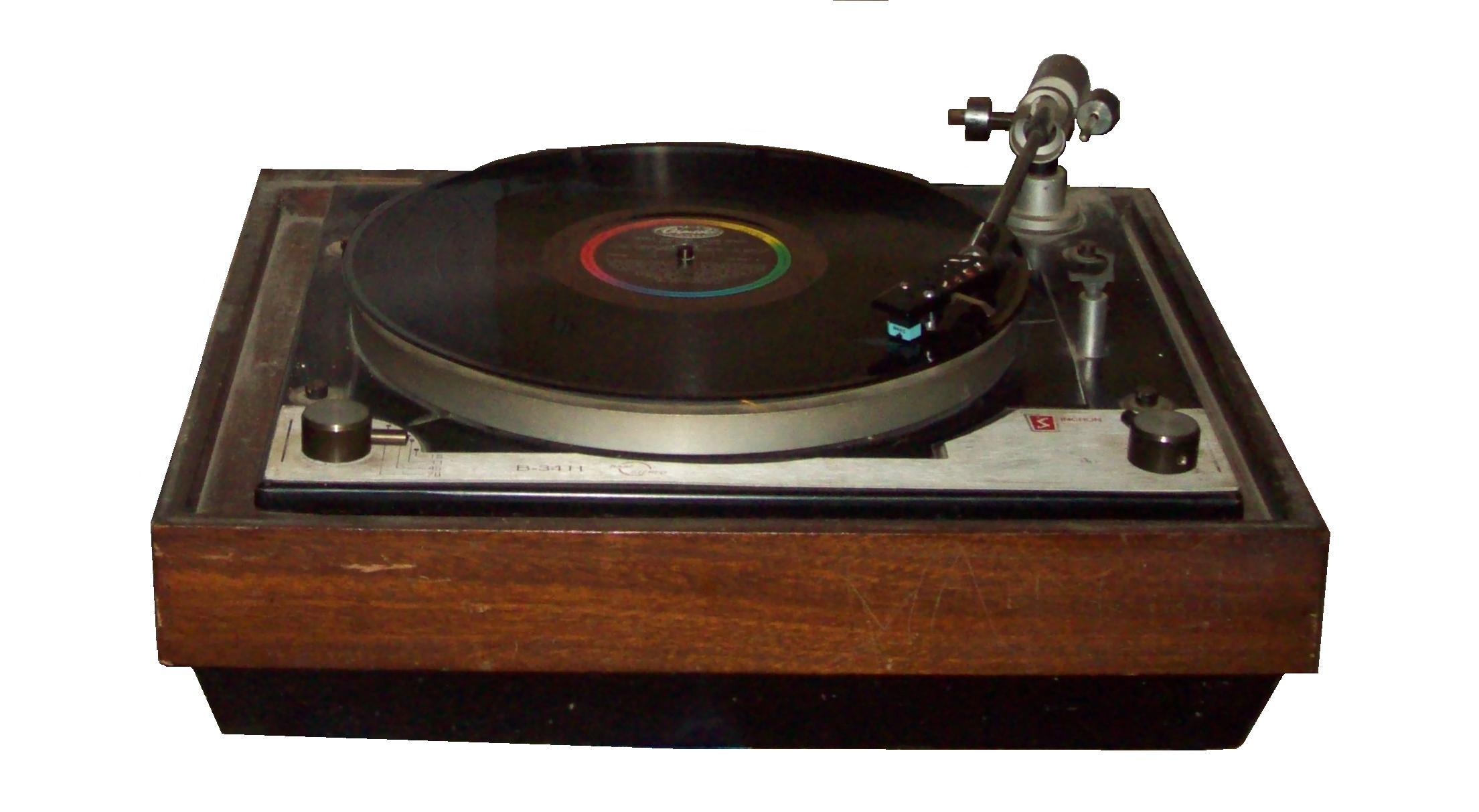
tocadiscs manual amb un disc de 12 polzades.

Un tocadiscs és un sistema de reproducció de so, fill del fonògraf, ja que utilitza el mateix tipus de tecnologia, substituint el cilindre del fonògraf per un disc. El tocadiscs també ha estat conegut com a platina giradiscs, giradiscs,, fono-xassís, plat o pickup. Cap d'aquestes quatre últimes nomenclatures té massa acceptació. Va ser inventat el 1925 amb la idea de reproduir els discs en forma elèctrica, portant beneficis com major qualitat en el so, menys desgast del disc i la pua i posseir el control del volum. A més va donar a lloc a noves velocitats per als discs. Generalment els tocadiscs reprodueixen a 33 RPM i 45 RPM.
Aquest artefacte es convertiria en el sistema reproductor de so que es mantindria per més temps fins a l'actualitat, tant per a la venda com per a l'ús. Cap al 1950 apareixen els anomenats "combinats", generalment tocadiscs amb ràdio. el 1958 es van començar a publicar els primers discos en so estèreo.

## Història

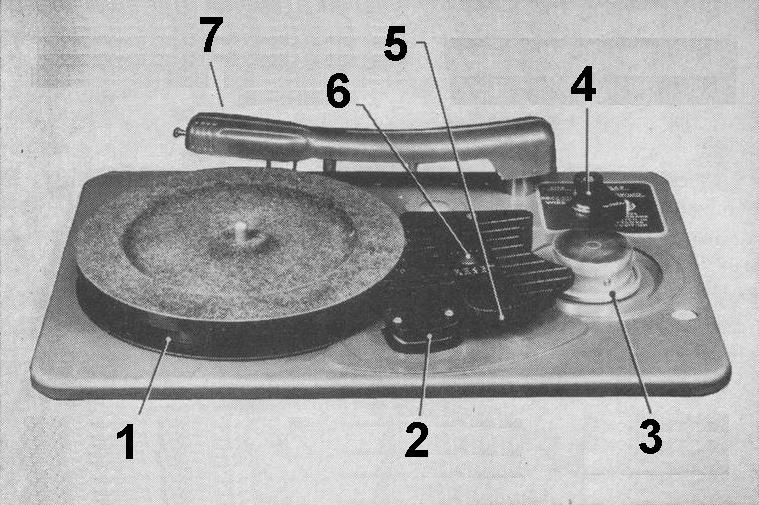
tocadiscs amb gravador de filferro, aquest artefacte va ser el primer combinat de la història, encara que el terme sigui totalment desconegut per a l'època, ja que és la primera vegada que es van combinar diversos electrodomèstics en un (foto de 1945).

El tocadiscs va aparèixer per primera vegada el 1925, just quan també apareixen els primers amplificadors de vàlvules i sorgeix el "pick-up" o brazofonocaptor.
A més, els tocadiscs van sorgir amb la idea de reproduir els discs (i els d'acetat també), de forma elèctrica i no mecànica, la reproducció elèctrica dels discs portava molts avantatges: com poder tenir el control de volum de la reproducció, el tocadiscs ara tenia un motor elèctric que feia que el plat giradiscos rotara a una velocitat constant de 78 RPM o 33 RPM, aconseguint així millor qualitat i menor desgast del disc pel pes del braç, entre altres beneficis.
Més tard van aparèixer tocadiscs més sofisticats: Els semiautomàtics: quan s'acabava el disc eren capaços de retornar el braç fonocaptor automàticament al seu lloc i apagar el motor i el corrent de l'aparell. Els automàtics eren capaços de moure el braç per si mateixos per reproduir el disc, així també si es posaven diversos discos al mateix temps es podia reproduir diversos discs (només una cara), i acabar automàticament la reproducció de tots. No obstant això, aquests tocadiscs es van retirar del mercat perquè gastaven el disc a causa del pes del braç. A aquests tocadiscs se'ls deia Wincofono en alguns països, ja que WinCE era la marca que els produïa.

## Disseny
Els plats de vinil solen ser de forma rectangular amb el plat al mig i un braç que incorpora l'agulla a una cantonada del suport.
normalment estan pensats per la seva posició en horitzontal i només tenen un botó de play/pause però també se'n poden trobar de 2 botons per posar-los en vertical i ocupar menys espai i tenir més espai lateral pel treball del dj en el que es coneix com a turntablism.
Solen tenir 2 velocitats de reproducció 33rpm o 45rpm i alguns poden fins i tot anar a 78rpm. Podem trobar plats que incorporen una palanca per regular la velocitat gradualment anomenat pitch on aquest va en els habituals -+16% i es pot variar a 8,25 o 50% en rangs de velocitat. També hi ha plats que incorporen una llum estroboscòpica per mirar que el plat gira en la correcta velocitat gràcies a una sèrie de punts situats a la vora del plat rotatori.

## Parts

### Fono-xassís
Es coneix com fono-xassís al conjunt format pel plat giradiscos, la càpsula i el braç fonocaptor, que componen l'esquelet de qualsevol tocadiscs. També fa la perfecta conjugació d'aquests elements. Perquè la càpsula només reculli la informació del disc de vinil, i que no sigui víctima de les vibracions paràsites tant interiors com del mateix fono-xassís o el motor, o exteriors com dels altaveus o vibracions d'alguna màquina, per a resoldre aquest problema el fono-xassís ha de posseir un sistema de suspensió el més adequat possible. És important també una altra part del fono-xassís, que és una coberta de plàstic per evitar que la pols entri al disc i provocar falses lectures en la càpsula fonocaptora.
Els fono-xassís, depenent del sistema de lectura de discs, es poden dividir en: semiautomàtics, automàtics i manuals.
- El sistema semiautomàtic té un sistema perquè quan s'acabi el disc el braç s'aixequi, torni al seu lloc, i es talli el corrent del motor, fent que el tocadiscs deixi de funcionar i sigui més còmode per a l'usuari poder guardar el disc, i no haver de córrer els riscos de poder ratllar el disc o trencar l'agulla.
- El sistema automàtic és un sistema més complex que el fa capaç de reproduir diversos discos (però només una cara), canviar de disc, i començar o acabar automàticament la reproducció d'un disc. Aquest sistema està en desús, ja que per ser el braç molt pesat desgastava el disc, és el que estava en les Radiola (mobles equipats amb tocadiscs i ràdio) i els equips de so estèreo 3 a 1 (tocadiscs, ràdio i gravadora de casset).
- El sistema manual és el de la majoria dels tocadiscs: l'usuari s'ha d'encarregar d'apagar o activar el motor, de posar el braç sobre el disc perquè el toc, o treure'l per acabar amb la reproducció. Els sistemes semiautomàtics i els manuals són els més usats en l'actualitat.

#### Suspensió
La suspensió té com a objectiu esmorteir i evitar que les vibracions paràsites, tant internes, produïdes pel motor, com externes, produïdes per retroalimentació, arribin a la càpsula i siguin amplificades i escoltades. Per reduir o eliminar aquestes vibracions a través d'elements sòlids o més elàstics, el més vist i recomanat ha estat posar el fono-xassís sobre un suport el més pesat possible, com ara una carcassa de metall gruixut, i posar-li a aquest suspensions per esmorteir les vibracions.
Una solució es basa a col·locar tacs de cautxú a manera de suspensió. En aquest mètode de suspensió, el braç, la plataforma i el plat estan units al sòcol de fusta, de manera que l'única suspensió es troba en les potes.

### Plat giradiscs

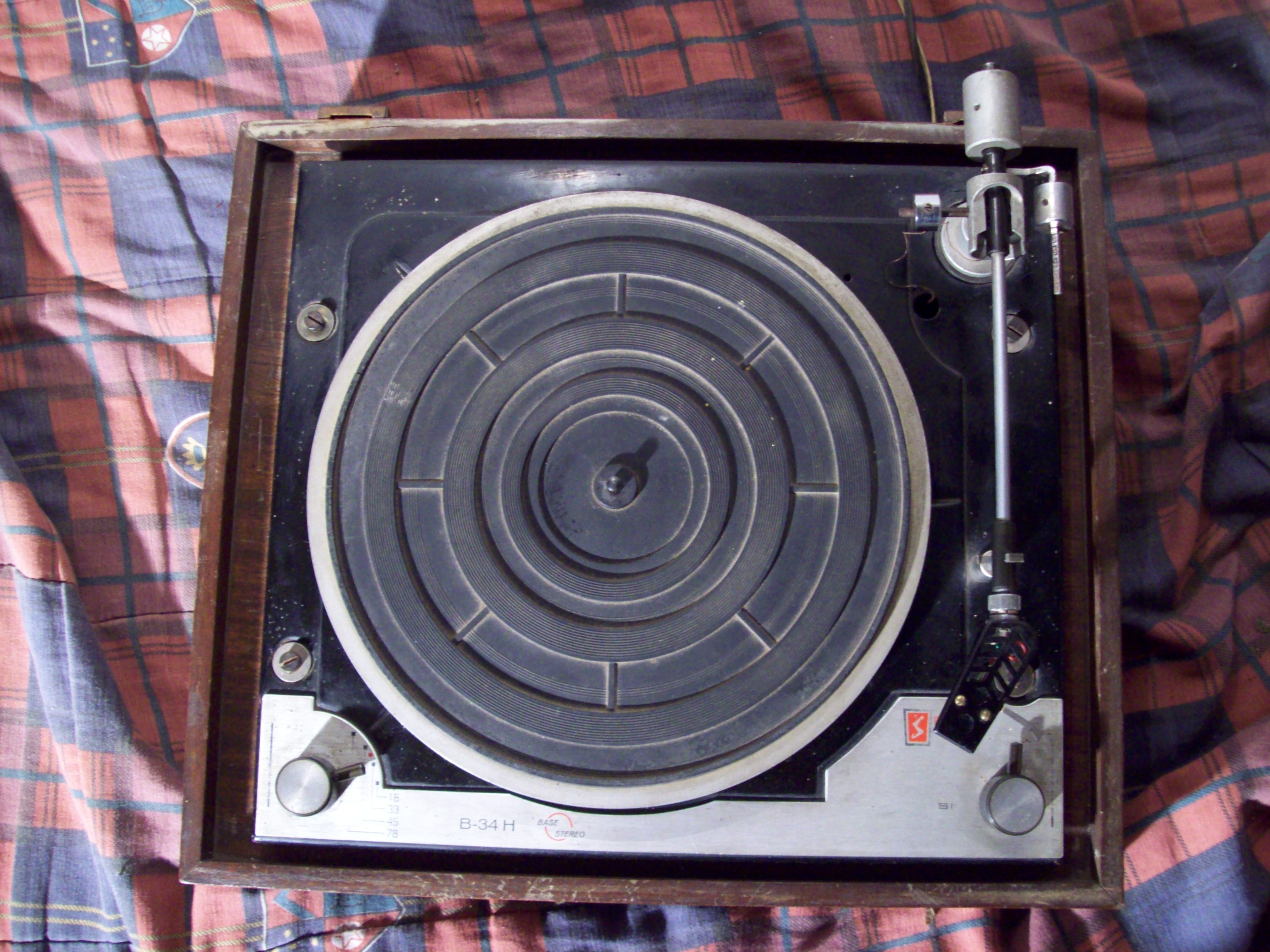
Un plat giradiscos, en alguns casos (com l'hi mostra a la foto), se sol posar una franel·la per protegir el disc de vinil.

La part del plat giradiscos en què el disc dona voltes és la que es coneix com a rotor. No obstant, el rotor no és l'única part del plat giradiscos, ja que aquest també engloba el motor encarregat de proporcionar l'energia al rotor. La velocitat amb què el motor faci girar el rotor ha de ser ajustada, per permetre el fregament precís de l'agulla amb el solc del disc. Si aquesta velocitat no es correspon, el so no serà correctament reproduït.
Alguns dels nous tocadiscs, tenen a la vora del plat giradiscos fileres de punts, tantes com siguin les diferents velocitats a les que el plat pot girar. Al costat del plat hi ha una llum estroboscòpica, i, quan el plat gira, una de les fileres de punts hauria de produir la sensació que aquesta filera està aturada o, si no en veure una determinada fila fa la sensació que gira molt a poc a poc. Si passa això, vol dir que el plat gira fidelment a la velocitat indicada, depenent de la velocitat 16, 45, 33 o 78 RPM, dependrà la filera. Aquest sistema es fa servir per saber que el sistema de tracció del tocadiscs està funcionant correctament, això es basa en l'estroboscopi.
El petit eix per ajustar el disc al plat pot variar, ja que si el tocadiscs ve amb un plat molt petit, tindrà l'eix molt més gran (de la mida dels discs de 7 " a 45 RPM), i en el cas que el plat sigui més gran i tingui com a mínim dues velocitats (33 i 45 RPM), el plat tindrà l'eix de mida normal. Existeixen en el mercat adaptadors per a poder usar tocadiscs amb el plat gran i adaptar-lo a l'eix comú, clar si el tocadiscs té la velocitat de 45 RPM.

### Motors

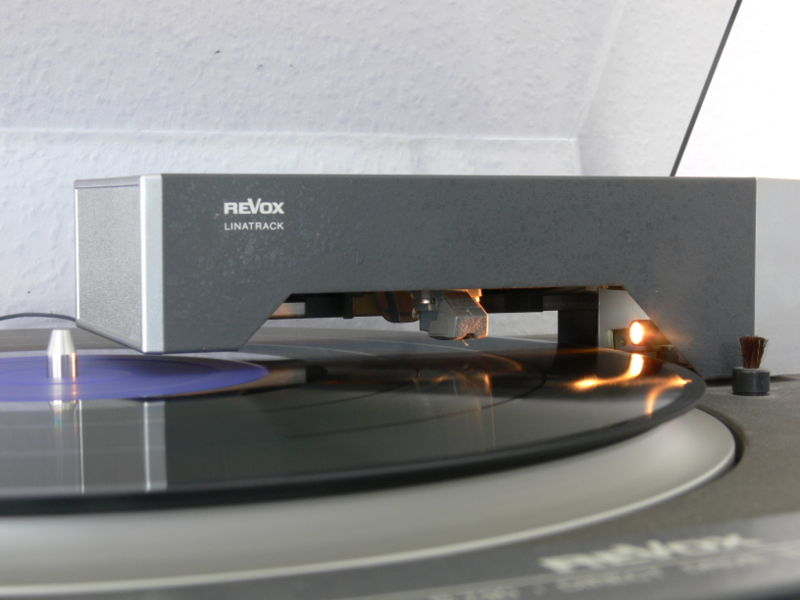
El braç d'un tocadiscs d'exploració tangencial, aquest tipus de tocadiscs redueixen totalment l'error tangencial.

Els tocadiscs poden tenir 3 tipus de motors:
- Motor asíncron o d'inducció: L'energia magnètica necessària per fer girar el rotor és induïda per dos o més electroimants, la polaritat canvia 100 vegades per segon. La constància de la velocitat depèn de la mateixa xarxa que l'alimenta, i per això no sempre resulta fiable (poden donar-se baixades de tensió, etc.). Com que no era massa fiable, no es feia servir en massa fono-xassís.
- Motor síncron: L'energia magnètica necessària per fer girar el rotor és induïda pel grup d'electroimants que posseeix (sempre en major quantitat que el motor asíncron, generalment 12, 16, 24, 48 i 120), de manera que la velocitat ja no dependrà de la tensió d'alimentació rebuda. La velocitat de rotació en els motors síncrons dependrà del nombre d'electroimants, a major nombre de pols menor velocitat, i de la freqüència de la xarxa d'alimentació.
- Motor de corrent continu: L'energia que alimenta el rotor ja no és magnètica sinó elèctrica. La transmissió d'aquesta energia elèctrica des del motor al rotor es pot realitzar de tres maneres diferents:

#### Tipus de tracció
- Per politges: en desús. Una roda amb vora de goma o politja d'arrossegament s'encarrega d'impulsar el rotor. Aquesta roda va lligada al sistema mecànic de canvi de velocitats del tocadiscs, el qual situa la roda sobre algun punt de l'eix del motor, que té diferents gruixos disposats en forma d'escala. Els diferents gruixos corresponen a les variades velocitats en què el motor transmet per contacte seva energia a la politja, que al seu torn la transmet a la vora del rotor, fent-lo girar.
- Per corretges: una corretja connecta directament el motor al rotor. Aquest tipus de tracció arriba a les velocitats de rotació més altes, alhora que les vibracions del motor són esmorteïdes eficaçment. Va entrar en decadència quan va fer la seva aparició el motor de tracció directa.
- Per tracció directa: el mateix eix del motor transmet la velocitat de gir del disc al rotor. En aquest cas és ineludible que la velocitat de gir s'ajusti a la de gravació del disc (gravació mecànica analògica), això crea més força en el rotor.

La tracció directa ha estat el sistema que s'ha acabat implantant.

### Braç fonocaptor

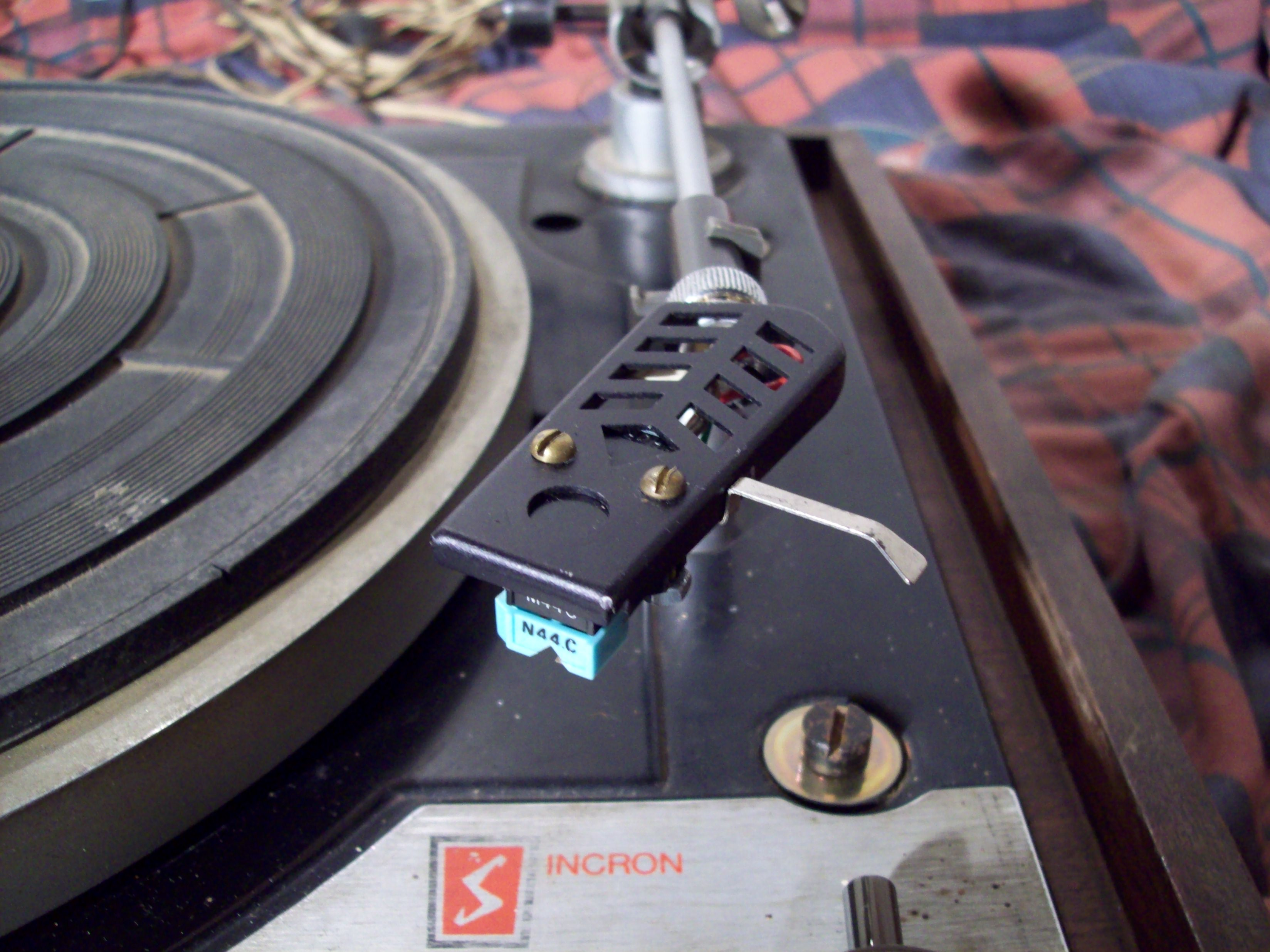
Braç fonocaptor d'un tocadiscs, en aquest cas el braç és recte amb el suport tort en un angle de 70 º.

És una part essencial de tot tocadiscs, ja que ha de tenir una gran mobilitat per poder recórrer bé el disc. La finalitat fonamental del braç és la de servir de suport a la càpsula, fent que aquesta segueixi els solcs del disc el més tangencialment possible al radi d'aquest. Els braços han d'estar dissenyats de manera que s'adaptin a la major part de les càpsules.
Els braços actuals estan fabricats de materials lleugers, però al mateix temps rígids per evitar les vibracions invasores, i en la mesura possible de materials no ferromagnètics, com per exemple: fusta, alumini, plàstic, etc. S'han investigat diversos tipus de braços, els de fibra de carboni van resultar bons, però se'ls va descartar perquè transmetien vibracions a la càpsula.
Té uns tres contrapesos, (depèn del tocadiscs) que serveixen per calibrar el pes de l'agulla amb la càpsula fonocaptora i el suport. Ha de tenir dispositius per evitar que el braç llisqui molt lliurement, això requereix un balanceig. La forma del braç també és important per evitar l'error tangencial. Els braços rectes són propensos a l'error tangencial, han de tenir el suport de la càpsula torçat en un angle de 70 º, en canvi s'han dissenyat els braços en forma de "S" per minimitzar l'error tangencial i que el suport de la càpsula estigui més recte respecte al radi del disc.

#### Càpsula fonocaptora

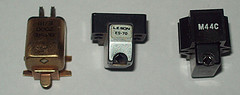
Tres càpsules fonocaptores, part essencial del braç fonocaptor.

A la càpsula, un transductor, en concret un transductor electromecànic, converteix l'energia mecànica (produïda pel moviment de l'agulla sobre el relleu del solc del disc) en variacions de voltatge (energia elèctrica) que l'altaveu (transductor electroacústic) converteix novament en vibració sonora.
Hi ha tres tipus de càpsula:

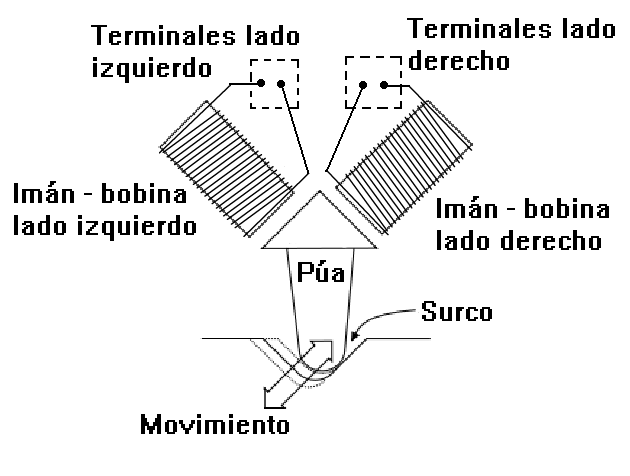
Esquema del funcionament i parts d'una càpsula fonocaptora. Segons la quantitat de bobina-imants se sap si és estereofònica o monofònica. En aquest cas és estèreo.

- Càpsules de vidre o piezoelèctriques: basades en les propietats de certs cristalls en els quals, en ser sotmesos a pressió o esforços mecànics, apareix una tensió en els seus extrems (efecte piezoelèctric).
- Càpsules magnètiques: es basen en la variació del flux magnètic produït pel moviment de l'agulla sobre el solc, sobre un conjunt imant-bobina que conté. Els corrents induïdes en les bobines són el senyal recuperada del solc. El més normal és que sigui d'imant mòbil, en què el moviment de l'agulla es trasllada als imants, i aquests els que es mouen. També hi ha de bobina mòbil, en els quals la que es mou és una diminuta bobina. Ets són les que ofereixen més qualitat reproductora, però són cares i presenten el desavantatge que el braç de l'agulla es troba solidàriament adherit a la bobina, la qual cosa dificulta la seva substitució quan aquesta s'ha desgastat.
- Càpsules de condensador: consta d'una part metàl·lica fixa, i, molt a prop, (però no tocant), una altra placa metàl·lica, més fina i tova, perquè es pugui moure. Aquesta última està enganxada al fill, al qual està enganxada l'agulla. Quan l'agulla recorre el disc, aquesta placa es mou, produint així, una diferència de potencial. Com el micròfon de condensador, aquesta càpsula també requerirà un corrent continu, ja que aquesta no la pot generar, només modularà el corrent que li enviï el preamplificador.

Així doncs, a la càpsula hi ha l'agulla, que és la que entra en contacte directe amb el disc. Les agulles es fabriquen en diamant o safir, a les primeres les pròpies de les càpsules fonocaptores de tipus magnètic i les segones les de càpsules fonocaptores de tipus vidre.

#### Agulles

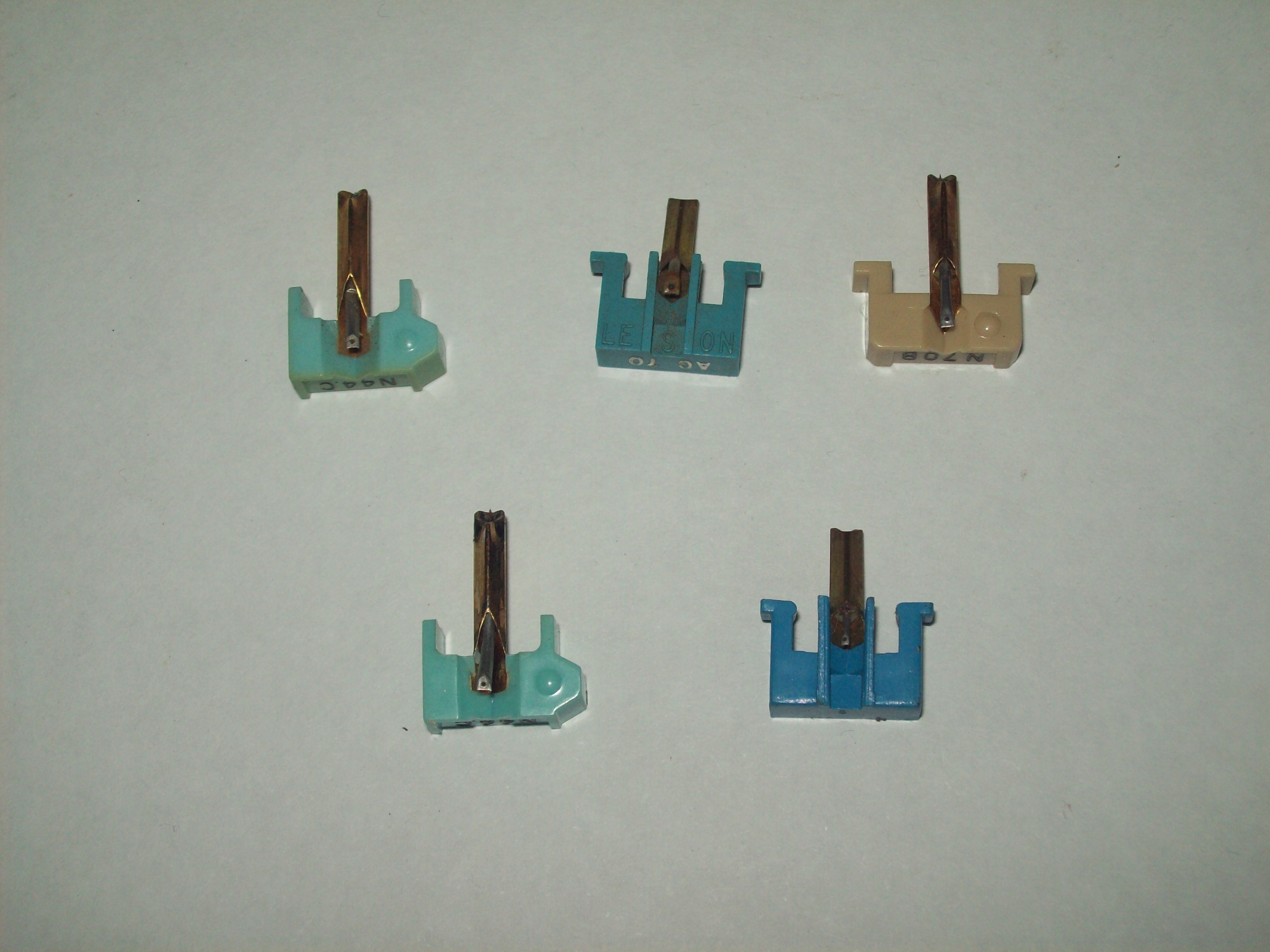
Les agulles són les que toquen el disc, i són part del braç fonocaptor. Van encaixades en un forat de la càpsula fonocaptora.

Un dels elements més importants de la càpsula és l'agulla. Aquesta és l'encarregada de llegir les sinuositats contingudes en el solc, i ha d'estar en contacte permanent amb el disc i sempre hauria d'existir una superfície gran de contacte entre aquests dos. És aquí on es produeix el major inconvenient en aquest tipus d'artefactes, el desgast d'un d'aquests dos al llarg del temps. Hi ha diversos factors que influeixen en la vida de l'agulla, com el material amb què està fabricada, si l'agulla és de safir la vida útil del disc seria menor, també influeix l'estat en què estiguin conservats els discs, el pols o la brutícia poden danyar l'agulla, el pes que exerceix la càpsula sobre el disc, si aquest pes és molt excessiu l'agulla pot gastar o l'espàrrec es pot trencar, la forma del braç; error tangencial.
Segons la seva forma trobem tres tipus d'agulles:
- Agulla de punta cònica o esfèrica: és deficient perquè produeix distorsions per contacte. Això es deu al fet que la gravació es realitza amb una agulla de punta triangular, de manera que l'encaix entre agulla i solc no és el més adequat.
- Agulla de punta el·líptica: millora la reproducció del so respecte a la de punta cònica o esfèrica, ja encaixa més amb el solc. Això és degut al fet que la superfície de contacte és més petita, de manera que disminueix el soroll i millora la reproducció del so, pel que fa a l'agulla cònica.
- Agulla de punta multiradial: de forma de piràmide invertida amb les vores arrodonides, de manera que s'adapta millor a les parets del solc que les agulles el·líptiques convencionals, i reprodueix el so de forma més fidel i amb menys soroll.